# Саленко, Яна
Яна Анатольевна Саленко (укр. Яна Анатоліївна Саленко, род. 19 июля 1983, Киев, Украинская ССР, СССР) — украинская и немецкая прима-балерина Государственного балета Берлина, гостевая солистка лондонского Королевского балета, танцующая в Ковент-Гардене и на сценах многих известных театров мира, лауреат международных конкурсов и фестивалей.

## Биография
Яна Саленко родилась в Киеве в 1983 году. Её родители работали в сфере обслуживания. Отец Анатолий Саленко был швейцаром киевской гостиницы «Лебедь» (укр. Лебідь), а мать — поваром. Кроме дочери в их семье росли ещё четыре сына. Сначала трёхлетнюю Яну отдали на фигурное катание, в шесть лет она вошла в тройку отобранных из ста претенденток при поступлении в киевскую школу художественной гимнастики Ирины Дерюгиной. В балет пришла только в 12 лет, когда потеряв интерес к спорту, по совету отца начала учиться в хореографическом колледже «Кияночка». Через два года педагог Травиата Самойленко посоветовала одарённой девочке поступать в профессиональную школу.
Из Академии русского балета имени А. Я. Вагановой Саленко приходило приглашение. Однако родители решили отправить её с братом в детскую «Школу хореографического мастерства Вадима Писарева» при Донецком театре оперы и балета, в котором после завершения обучения Саленко два года (2000—2002) была солисткой, а вернувшись в Киев, стала прима-балериной Национальной оперы Украины. Репетировала с педагогом Аллой Лагодой. 
Со своим будущим мужем, берлинцем Марианом Вальтером (нем. Marian Walter), познакомилась в 2004 году на международном танцевальном конкурсе в Вене, где они оба завоевали золото в своих номинациях. После свадьбы супруги решали, какой город выбрать местом для постоянного проживания — Киев или Берлин. Саленко не владела немецким языком, но перспективы карьерного роста в столице Германии её мотивировали. В 2005 году она уже была солисткой, а через два года прима-балериной Государственного балета Берлина, где Вальтер танцевал с 2002 года.
Владимир Малахов, включивший Саленко в балетную труппу, сначала сомневался, что при маленьком росте (158 см) она получит много ведущих ролей, но случилось обратное. Пресс-секретарь Берлинской государственной оперы Мари-Тереза Фолькмер (нем. Marie-Therese Volkmer) отмечала: «В танце Яны Саленко великолепная техника сочетается с замечательной грацией и легкостью. Она постоянно расширяет свой репертуар и в классическом танце, и в модерне и приковывает внимание зрителей уникальной смесью скромности и самоуверенности». На её карьерный рост не повлияла смена главных хореографов Государственного балета Берлина — вслед за Владимиром Малаховым в 2014 году пришёл испанец Начо Дуато, а в 2016 году немка Саша Вальц. Саленко обозначает своё отличие от некоторых танцовщиков русской школы, которые нередко упираются: «Меня так не учили, меня не переучишь». Она наоборот свободно открывается новому. Ей нравится хореография Начо Дуато на грани невозможного, работа в жанрах неоклассики и модерна. Её интересует сложная техника импровизации Уильяма Форсайта, у которого она мечтает что-нибудь станцевать. Своим кумиром называет французскую прима-балерину Сильви Гиллем. По словам Саленко, она принимает всё, что предлагает ей жизнь, и очень редко отказывается от новых возможностей.
Саленко считает балет искусством идеального тела. В период учёбы ей приходилось бороться с анорексией. Беременность воспринимает как что-то неземное, считает, что самое красивое — это создавать жизнь внутри себя.
Несколько раз Саленко получала серьёзные травмы. В 26 лет, будучи неоднократной медалисткой балетных конкурсов, потеряла интерес к карьере. Восстанавливаться после этого срыва ей помогали книги по психологии.
Первый сын по имени Марлей родился в 2009 году. Во время беременности Саленко продолжала танцевать, но на пятом месяце врач посоветовал ей остановиться. Через две недели после родов начала снова заниматься. Через два месяца уже танцевала на сцене.
В 2017 году в киевском Дворце «Украина» состоялся гала-концерт Яны Саленко с участием мировых звёзд балета из Берлина, Лондона, Милана. Программа включала также премьерный показ фрагментов балета о любви и жизни Марлен Дитрих, образ которой, по словам балерины, ей очень близок: «…в какой-то степени я ассоциирую себя с ней». Саленко, приглашённая для интервью в украинскую студию «Ранок» перед гала-концертом, подарила для продажи на благотворительном аукционе телеканала «Интер» свои рабочие пуанты.
В мае 2019 года родила сына Вильяма. С месячным младенцем на руках в пачке и на пуантах Саленко появилась на фотографиях в прессе и у себя в Инстаграм.
В июне 2019 года Яна Саленко была среди талантливых украинцев, приглашённых во дворец Бельвю — официальную резиденцию президента Германии. На этой встрече, организованной во время визита в Берлин нового президента Украины Зеленского, супруги двух глав государств — Эльке Бюденбендер и Елена Зеленская затронули вопросы взаимодействия в сфере культуры.
11 июля 2019 года, через два месяца после рождения второго сына, Саленко и Вальтер участвовали в международном балетном представлении «Verden Ballet on Sylt» под открытым небом на острове Зильт. Саленко исполняла партию «Умирающего лебедя».

## Репертуар
Яна Саленко танцует в балетных постановках таких известных хореографов, как Август Бурнонвиль, Джордж Баланчин, Борис Эйфман, Фредерик Аштон, Владимир Малахов, Начо Дуато, Карлос Акоста, Юрий Бурлака, Петер Шауфус и так далее.
Её репертуар включает ведущие роли и сольные партии в балетах — «Золушка», «Спящая красавица», «Лебединое озеро», «Щелкунчик», «Ромео и Джульетта», «Дон Кихот», «Жизель», «Баядерка», «Эсмеральда», «Корсар». Фрагменты из классических и новых постановок прима-балерина показывает на фестивалях и гала-концертах в разных городах и странах.
- 2006: Щецин
- 2007: Тайбэй, Инсбрук, Пекин
- 2008: Япония, Милан
- 2009: Милан, Бильбао, Сингапур, Будапешт, Брно
- 2010: Япония, Загреб, Братислава
- 2011: Рига, Карлсруэ, Киев, Италия, Мюнхен,Словения, Загреб, Братислава
- 2012: Рим, Москва, Лондон
- 2013: Япония, Бухарест, Лондон
- 2014: Санкт-Петербург, Алма-Ата, Лондон
- 2015: Лондон, Брно
- 2017: Рим, Гонконг, Киев
- 2018: Гонконг, Токио
- 2019: Зильт

## Фильмография
- «Щелкунчик» (DVD). В главных ролях — Яна Саленко и Мариан Вальтер. Хореография: Василия Медведева и Юрия Бурлаки, по исторической версии Мариуса Петипа и Льва Иванова, Государственный балет Берлина[21]
- Чайковский, Па-де-де. В главных ролях — Яна Саленко и Стивен МакРей. Хореография: Джорджа Баланчина, Королевский балет[22]
- «Спящая красавица» (DVD). В главных ролях — Яна Саленко и Мариан Вальтер. Хореография: Начо Дуато, Государственный балет Берлина[23]

## Награды
Завоёвывает призовые места, участвуя в различных международных балетных фестивалях и конкурсах.
- 2002 — главный приз «Премии Дягилева» на конкурсе в Киеве
- 2004 — главный приз «Премии Макаровой» на конкурсах в Вене и в Перми; третье место на конкурсе в Варне
- 2005 — первое место на конкурсах в Хельсинки и в Нагое
- 2010 — Немецкая премия танца[нем.]
- В разные годы Яна Саленко была лауреатом премии «Dance Open» на фестивале в Санкт-Петербурге — 2012 (Гран-при)[24], 2013, 2014, 2016[25].

### Видеоинтервью
- Звезда мирового балета Яна Саленко в студии «Утра» (20.10.2017) «Ранок з Інтером» (укр.) (рус.)
- Прима Берлінської опери, щаслива дружина і мама — Зіркова історія Яни Саленко (21.10.2017) «Сніданок з 1+1» (укр.) (рус.)
- Interview with Iana Salenko (26.02.2018) «Dance Channel TV» (англ.)